# Balconie Castle

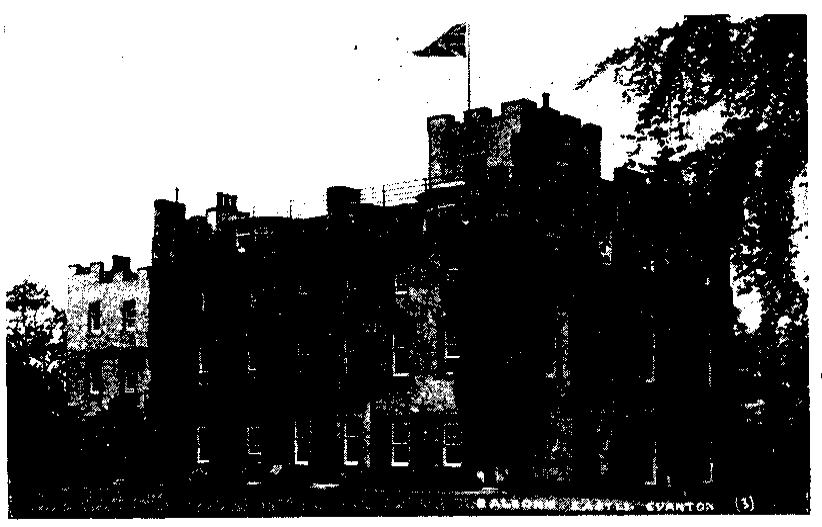
Balconie Castle vor seinem Abriss

Balconie Castle (schottisch-gälisch: Bailcnidh) ist eine abgegangene Burg bei Evanton in der schottischen Council Area Highland.

## Geschichte
Die Burg war früher der Sitz der Familie Mormaer, den Earls of Ross und Chefs des Clan Ross. Später gehörte es deren Nachfolgern, dem Clan MacDonald. Alexander MacDonald aus Lochalsh, Chef des Clan Macdonald of Lochalsh und Verwandter der Earls of Ross und Lord of the Isles, ließ ein Fest auf Balconie Castle abhalten. Er lud alle Angehörigen seinen eigenen Clans und viele Chefs anderer Clans in den Highlands ein. Kenneth Mackenzie, Chef des Clan Mackenzie kam zu dem Fest mit 40 Mann, aber nach einiger Verwirrung zogen er und seine Männer sich klugerweise zurück.
Vom Ende des 15. Jahrhunderts bis ins 17. Jahrhundert war die Burg in den Händen einer Nebenlinie des Clan Munro, der Munros von Coul und Balconie, die von George Munro, 10. Baron Munro, aus Foulis Castle, dem Chef des Clans, abstammen. Die Eigner von Balconie Castle waren nacheinander: John Munro, 1., John Mor Munro, 2., John Munro, 3., Hugh Munro, 4., Robert Munro, 5., Donald Munro, 6. und John Munro, 7., alle von Balconie Castle. John Munro, 7. of Balconie, verkaufte das Anwesen.
Später ging die Burg in die Hände der Mackenzies über und im 19. Jahrhundert war es auch kurze Zeit in Besitz der Frasers. Damals wurde das nahegelegene Dorf Evanton gegründet.
1891 wurden Änderungen und Anbauten von den Architekten von Andrew Maitland & Sons vorgenommen.
Zu Beginn des Zweiten Weltkrieges gehörte die Burg George Bankes und diente als Sommerfrische. Im Krieg wurde das Gebäude von der Armee requiriert und als Quartier für die Soldaten genutzt. Nach dem Krieg kaufte A. J. M. Munro, ein Holzhändler aus Alness, Balconie Castle. Es stand etliche Jahre leer, was u. a. Probleme mit Braunfäule verursachte. So verfiel die Burg und war in den 1960er-Jahren einsturzgefährdet. Die Kinder des Ortes erkundeten das Gelände und daher riss man die Burg ab, um Unfällen vorzubeugen. Der Schutt wurde zum Bau einer neuen Aluminiumschmelze ein paar Kilometer entfernt in Invergordon verwendet. Heute ist nichts mehr von dem Bau erhalten – nur ein leeres Feld. Nur ein Eishaus und ein eingefriedeter Garten sind heute noch erhalten und in privater Hand.